# Tata Kazika
Tata Kazika – pierwszy z dwóch albumów Kultu poświęconych w całości twórczości Stanisława Staszewskiego, ojca Kazika Staszewskiego. Jest to także pierwszy album nagrany w składzie z perkusistą Andrzejem Szymańczakiem, który zastąpił Mariusza Majewskiego.
Pierwszy nowy album zespołu wydany nakładem S.P. Records – niezależnej wytwórni byłego członka zespołu, Sławka Pietrzaka. Album był promowany przez klipy do piosenek: „Celina”, „Baranek”, „Kurwy wędrowniczki” oraz „Królowa Życia”.
W 2008 ukazała się limitowana edycja albumu na podwójnym, 180g winylu z nowym masteringiem.

## Tło
Lider Kultu, Kazik Staszewski, w wywiadach wielokrotnie podkreślał, iż niebagatelną rolę w powstaniu albumu miał reżyser filmowy Jerzy Zalewski, który planował nakręcenie filmu dokumentalnego o życiu i twórczości Stanisława Staszewskiego i w tym celu zwrócił się o pomoc w dostarczeniu materiału źródłowego do Krystyny Staszewskiej, wdowy po Stanisławie i jednocześnie matki Kazika. Ta przystała na pomysł reżysera, zarazem namawiając Zalewskiego do zapoznania się z twórczością Kultu.
Jakiś czas później Zalewski i Kazik odbyli wspólną podróż do Paryża, w trakcie której Kazik miał odbyć rozmowy z dawnymi kolegami swojego ojca, a po jej zakończeniu obwieścić Zalewskiemu, że właśnie wymyślił tytuł i konspekt kolejnego albumu Kultu. 

Według relacji Kazika, pozostali członkowie zespołu zareagowali entuzjastycznie na pomysł nagrania albumu. Aranżacji oraz rozpisania partytur poszczególnych instrumentów podjął się klawiszowiec i gitarzysta Kultu, Janusz Grudziński.

## Lista utworów[4]
| Nr  | Tytuł utworu                        | Tekst                        | Muzyka        | Długość |
| --- | ----------------------------------- | ---------------------------- | ------------- | ------- |
| 1.  | „Celina”                            | S. Staszewski                | S. Staszewski | 6:42    |
| 2.  | „Dziewczyna się bała pogrzebów”     | S. Staszewski                | S. Staszewski | 4:28    |
| 3.  | „Baranek”                           | A. Mickiewicz, S. Staszewski | S. Staszewski | 4:19    |
| 4.  | „Notoryczna narzeczona”             | S. Staszewski                | S. Staszewski | 3:04    |
| 5.  | „Królowa życia”                     | S. Staszewski                | K. Staszewski | 5:00    |
| 6.  | „Inżynierowie z Petrobudowy”        | S. Staszewski                | S. Staszewski | 2:42    |
| 7.  | „Knajpa morderców”                  | S. Staszewski                | S. Staszewski | 4:45    |
| 8.  | „W czarnej urnie”                   | S. Staszewski                | S. Staszewski | 4:33    |
| 9.  | „Wróci wiosna, baronowo”            | K.I. Gałczyński              | S. Staszewski | 5:43    |
| 10. | „Marianna”                          | S. Staszewski                | S. Staszewski | 5:00    |
| 11. | „Kurwy wędrowniczki”                | S. Staszewski                | S. Staszewski | 4:19    |
| 12. | „Bal kreślarzy”                     | S. Staszewski                | S. Staszewski | 3:05    |
| 13. | „Dyplomata” (tylko na wydaniach CD) | trad.                        | trad.         | 2:24    |
|     |                                     |                              |               | 56:04   |

## Wykonawcy
- Kazik Staszewski – saksofon, śpiew
- Janusz Grudziński – instrumenty klawiszowe, gitara
- Ireneusz Wereński – gitara basowa
- Krzysztof Banasik – gitara, saksofon, waltornia, przyśpiewki
- Piotr Morawiec – gitara
- Andrzej Szymańczak – perkusja

oraz gościnnie:
- Romuald Kunikowski – akordeon